# Langenmühle (Wittighausen)
Langenmühle ist ein Wohnplatz auf der Gemarkung des Ortsteils Unterwittighausen der Gemeinde Wittighausen im Main-Tauber-Kreis im fränkisch geprägten Nordosten Baden-Württembergs.

## Geographie

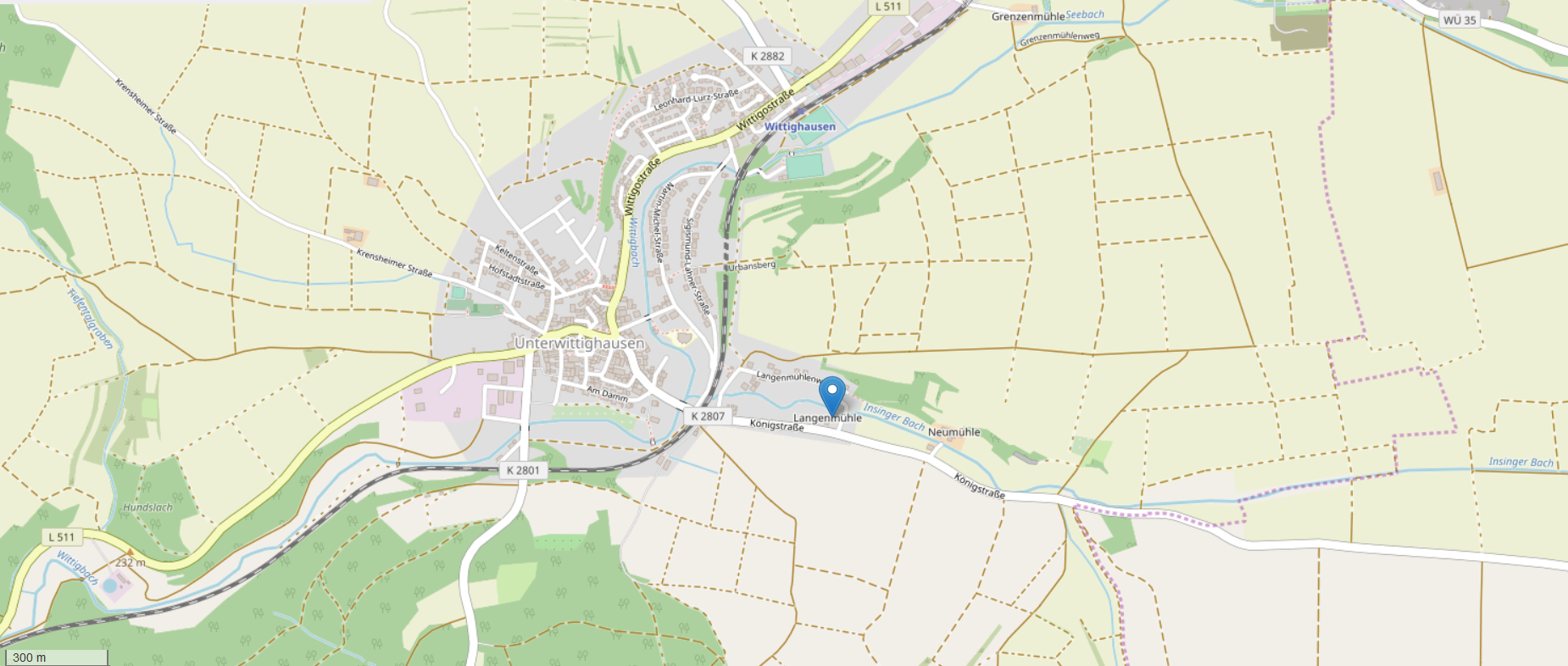
Lage der Langenmühle

Der Wohnplatz Langenmühle liegt am östlichen Ortsrand des Wittighäuser Ortsteils Unterwittighausen. Etwa 300 Meter östlich liegt die Neumühle. Der Insinger Bach führt sowohl an der Neumühle als auch an der Langenmühle vorbei, bevor er etwa 400 Meter darauf von links in den Wittigbach mündet.

## Geschichte
Auf dem Messtischblatt Nr. 6325 „Wittighausen“ von 1881 war der Wohnplatz als Langenmühle mit zwei Gebäuden verzeichnet. Der Wohnplatz Langenmühle kam als Teil der ehemals selbständigen Gemeinde Unterwittighausen am 1. September 1971 zur neu gegründeten Gemeinde Wittighausen. Heute erstreckt sich der Wohnplatz Langenmühle in Hufeisenform entlang des Langenmühlenwegs mit über 20 Gebäuden.

## Kulturdenkmale
Kulturdenkmale in der Nähe des Wohnplatzes sind in der Liste der Kulturdenkmale in Unterwittighausen erfasst.

## Verkehr
Der Wohnplatz ist über die Straßen Langenmühlenweg und Am Mühlberg erreichbar. Beide zweigen jeweils von der K 2807 (im Ortsbereich auch Königstraße genannt) ab.